# Hunter Tylo
Hunter Tylo, pseudonimo di Deborah Jo Hunter (Fort Worth, 3 luglio 1962), è un'attrice statunitense.

## Biografia
Hunter Tylo nasce il 3 luglio 1962 a Fort Worth, Texas, figlia di Morris Jabez e Anne Jo Hunter. Ha una sorella maggiore, Elizabeth, e un fratello minore, Cliff.

### Carriera
Fa il suo esordio cinematografico nel 1984 nel film horror Rito mortale. L'anno successivo partecipa ad un episodio della soap opera La valle dei pini; sul set conosce Michael Tylo, già famoso per aver recitato in Sentieri, che diventerà il suo secondo marito. Nel 1987 partecipa al film Punto di rottura. Tra il 1989 e il 1990 raggiunge la notorietà grazie ad un'altra famosa soap, Il tempo della nostra vita, nella quale interpreta il ruolo della perfida Marina Toscano. 
A partire dall'episodio del 6 giugno 1990 interpreta il ruolo della psichiatra Taylor Hamilton Hayes nella celeberrima soap opera Beautiful; la serie consacra la Tylo a livello mondiale. Grazie a questo ruolo ottiene due candidature al Soap Opera Digest Awards. Nonostante il successo, l'attrice lascia la serie parecchie volte per provare nuove esperienze artistiche; la prima volta per quattro mesi nel 1994, quando viene ingaggiata per recitare, insieme a Kabir Bedi, nella miniserie televisiva La figlia del maharajah, che riscuote grande successo soprattutto in Italia, trasmessa da Canale 5. Il suo secondo abbandono risale al 1996, quando firma un contratto per la parte di Taylor McBride nella serie Melrose Place. Poco dopo però il produttore Aaron Spelling scopre che la Tylo è incinta e rompe il contratto assumendo Lisa Rinna. La Tylo cita quindi in giudizio Spelling per ingiusto licenziamento; il processo riceve intensa attenzione mediatica e porta alla vittoria finale della Tylo, che ottiene un risarcimento di 5 milioni di dollari. La sentenza è considerata un passo importante per la tutela dei diritti della maternità e dei diritti delle lavoratrici. Ritorna quindi a Beautiful e vi rimane fino al 2002, quando decide di abbandonare ancora una volta la soap per dedicarsi maggiormente alla sua vita privata. Ma anche questo addio non sarà definitivo: infatti ritorna nella serie nel 2005, restandovi per i successivi 9 anni. Tra il 2018 ed il 2019, la Tylo torna ancora una volta ad interpretare su base ricorrente il ruolo di Taylor. Fa la sua ultima e definitiva apparizione nell'episodio del 26 marzo 2019: infatti il personaggio di Taylor ritornerà nella soap nel 2021 ma interpretato da un'altra attrice, Krista Allen. Hunter Tylo è uno dei membri del cast più presente e importante in Beautiful dopo Susan Flannery, John McCook, Ronn Moss e Katherine Kelly Lang.
La Tylo interpreta inoltre molti ruoli come guest star in diverse serie televisive, come La legge di Burke (1994-1995), Baywatch (1995) e Un detective in corsia (1997), oltre a interpretare se stessa in La tata nel 1997. Nei primi anni duemila partecipa anche ai film Longhshot (2000), noto per essere stato il primo film interpretato dalla popstar Britney Spears, Una nuova casa (2004) e SharkMan - Una nuova razza di predatori (2005). Nel 2015 entra a far parte del cast fisso della serie televisiva Queens of Drama, diventandone una delle protagoniste. 
Nell'ottobre del 2014 partecipa insieme ai colleghi John McCook, Thorsten Kaye, Heather Tom, Kimberly Matula e Scott Clifton all'evento celebrativo di Amsterdam riguardante Beautiful, ovvero "Bold Live 2014", ritornando anche a interpretare il suo personaggio nella soap per pochi episodi che negli USA vanno in onda a novembre 2014.

### Vita privata
La Tylo è cristiana, seguace della religione della rinascita.
Dal 1980 al 1984 è stata sposata con Tom Morehart, da cui ha avuto un figlio, Christopher "Chris" Morehart, nato il 22 gennaio 1981. Durante il matrimonio e fino al 1987 viene accreditata come Deborah Morehart.
Nel luglio 1987 sposa l'attore Michael Tylo e da quel momento in poi modifica il suo nome d'arte in Hunter Tylo, derivante dall'unione del suo cognome da nubile con quello del nuovo marito. Dall'unione con Tylo nascono tre figli: Izabella Gabrielle (12 novembre 1996), Katya Ariel (15 gennaio 1998) e Michael Junior (24 aprile 1988-18 ottobre 2007). Nell'aprile 1998, a sua figlia Katya, che all'epoca ha appena tre mesi, viene diagnosticato un rarissimo tipo di tumore all'occhio, il retinoblastoma. I medici le rimuovono l'occhio malato e la sottopongono a chemioterapia. Un nuovo tumore identico si sviluppa nell'altro occhio, ma sparisce autonomamente e inspiegabilmente. Nel novembre 2005 la coppia divorzia, dopo aver già affrontato per pochi mesi nel 1994 una separazione, che però si risolse in una riconciliazione. Il 18 ottobre 2007, il figlio Michael Junior annega nella piscina di casa a Henderson, in Nevada, a causa di un malore.
Il 29 novembre 2009 si sposa per la terza volta con Gersson Archila, a Las Vegas. Il matrimonio è annullato il 30 agosto 2018, a causa delle conclusioni del tribunale secondo cui Gersson è di pessimo carattere morale, avendo tre capi di imputazione per abuso coniugale, furto d'auto, droga, falsa identità e occultamento di un passato criminale.
Nel mese di aprile 2015 l'attrice vende una delle sue case a 1.8 milioni di dollari. 
Secondo un sondaggio della rivista People, Hunter Tylo è stata una delle 50 donne più belle al mondo prima di sottoporsi a molteplici interventi di chirurgia estetica.

## Filmografia

### Cinema
- Rito mortale (1984), regia di Larry Stewart - come Deborah Morehart
- Punto di rottura (1987), regia di Larry G. Brown - come Deborah Morehart
- Longshot (2000), regia di Lionel C. Martin
- Una nuova casa (2004), regia di Michael Tuchner
- Presenze invisibili (2004), regia di Jeffrey Obrow
- Down and Derby (2005), regia di Eric Hendershot
- SharkMan - Una nuova razza di predatori (2006), regia di Michael Oblowitz

### Televisione
- La valle dei pini (11 settembre 1985) - soap opera - come Deborah Morehart
- Il tempo della nostra vita (1989-1990) - soap opera
- Zorro (1990) - serie TV
- Beautiful (1990-2002, 2005-2014, 2018-2019) - soap opera
- La figlia del Maharaja (1994) - miniserie TV
- La legge di Burke (1994-1995) - serie TV
- Baywatch (1996) - serie TV
- Un detective in corsia (1997) - serie TV
- La Tata (1997) - sitcom
- She Spies (2003) - serie TV
- Queens of Drama (2015) - serie TV

## Premi e riconoscimenti
- Soap Opera Digest Awards
  - 1995 nomination - Miglior personaggio femminile (Beautiful)
  - 1999 nomination - Miglior personaggio femminile (Beautiful)
  - 2002 nomination - Miglior interpretazione di coppia, con Ronn Moss (Beautiful)
- Soap Opera Update Awards
  - 1993 vinto - Miglior attrice (Beautiful)
  - 1997 vinto - Miglior attrice (Beautiful)
- Telvis Awards
  - 1998 vinto - Personaggi televisivi più popolari in Finlandia (con John McCook)
  - 2002 vinto - Migliore interpretazione femminile (Beautiful)
- Soap Opera Weekly
  - 2010 vinto - Personaggio femminile più sexy del Daytime
- Gold Star
  - 2011 vinto - Miglior interpretazione (Beautiful)
- Gold Standard
  - 2012 vinto - Miglior interpretazione (Beautiful)